# Christophe Guida
Pour les articles homonymes, voir Guida (homonymie).
Christophe Guida est un organiste français né le 15 décembre 1982 à Marseille, titulaire à Notre-Dame de Vincennes et Professeur d'orgue et de Clavecin au Conservatoire à Rayonnement Départemental de Chartres.

## Biographie
Christophe Guida est né à Marseille en 1982.
Premier prix d'orgue et d'improvisation dans la classe d'orgue d'Annick Chevalier[réf. nécessaire], il s’est perfectionné auprès de Marie-Louise Langlais au CNR de Paris et d'Olivier Vernet à l'Académie Rainier III de Monaco .
En parallèle, il étudie le clavecin et la basse continue auprès de Brigitte Haudebourg et de Christine Lecoin[réf. nécessaire].
En 2003 il est organiste titulaire sur les grandes orgues de la collégiale Sainte-Marthe de Tarascon, classées monument historique[réf. nécessaire].
En 2005 Christophe Guida est nommé titulaire des grandes orgues de la [[Basilique du Sacré-Cœur de Marseille|Basilique du Sacré-Cœur de Marseille[réf. nécessaire]]].
En 2009, il a enregistré en première mondiale l’œuvre pour orgue de Mikaël Tariverdiev, distribué par le label Hortus[réf. nécessaire].
À Paris, il a fait sonner ses improvisations et ses programmes baroque, romantique et contemporain sur les tribunes de Notre-Dame de Paris, Saint-Eustache, la Madeleine, SaintGermain-des- Près, Sainte-Clotilde, Oratoire du Louvre[réf. nécessaire];
Il donne fréquemment le Concerto de Poulenc, le Requiem de Maurice Duruflé, les Messes pour orgue de Léo Delibes et de [[Louis Vierne|Louis Vierne[réf. nécessaire]]].
Le compositeur contemporain Tarik Benouarka lui a dédié[réf. nécessaire] son oratorio La légende de Néré, enregistré sur les grandes orgues du Sacré-Cœur de Marseille ainsi qu'une nouvelle création d'une Messe en Araméen créée en l'Église Saint-Eustache à Paris[réf. nécessaire].
Christophe Guida s’évertue à faire connaître et "dépoussiérer" cet instrument en l'associant à des genres musicaux où on ne l'attend pas forcément comme l’électro, le jazz ou la pop[réf. nécessaire].
Le dernier album "Krebs Organ Works"(Ligia Digital), en duo avec Héloïse Gaillard, hautboïste baroque internationale (ensemble Amarilis), a été récompensé de 4 diapasons[réf. nécessaire] et diffusé sur [[France Musique|France Musique[réf. nécessaire]]].
Christophe Guida est aujourd’hui[Quand ?] titulaire à Notre-Dame de Vincennes et Professeur d’Orgue et de Clavecin au Conservatoire à rayonnement départemental de Chartres[réf. nécessaire].

## Discographie
- 2009 : Quo vadis ? (Éditions Hortus), premier enregistrement français d'œuvres de Mikaël Tariverdiev, sur les grandes orgues de Roquevaire du 28 août au 1er septembre 2008.
- 2016 : La légende de Néré de Tarik Benouarka (enregistré sur les grandes orgues de la basilique du Sacré-Cœur de Marseille)
- 2020 : Krebs Organ Works (Ligia Digital) en duo avec Héloïse Gaillard (hautbois baroque)